# Фаунистическое районирование
Фаунистическое районирование — районирование поверхности Земли на соподчинённые регионы, отличающиеся особенностями фаунистического состава.
Фаунистическое районирование суши предполагает два подхода:
- фауногенетический — главная роль в выделении фаун играют эндемики и реликты;
- ландшафтно-зональный — изучение животного населения, представители которого связаны общностью местообитания и экологическими отношениями.

Важную роль играют границы между регионами различного таксономического ранга — зоохороны. Для картографирования зоохоронов применяется метод синперат: на карту наносят ареалы возможно большего числа видов, полосы сгущения границ ареалов – синператы. Синператы проходят, в основном, по труднодоступным участкам — горным хребтам, крупным рекам и тому подобное.

## Фаунистическое районирование суши
Крупнейшими таксономическими единицами фаунистического районирования суши являются царства, подцарства, области, подобласти. Учёными выделяются четыре фаунистических царства — Палеогея, Арктогея, Неогея и Нотогея.
1. Царство Палеогея. Охватывает преимущественно тропические районы восточного полушария
  1. Эфиопская область. Территория области охватывает Африку к югу от Сахары, крайний юг Аравийского полуострова и о. Сокотру. Выделяются три подобласти:
    1. Восточно-Африканская подобласть
    2. Западно-Африканская подобласть
    3. Капская подобласть

  2. Мадагаскарская область. Охватывает территорию остров Мадагаскар и прилежащих островов: Сейшельских, Маскаренских, Коморских и др.
  3. Индо-Малайская область. Занимает полуострова Индостан, Индокитай, Малакка, Зондские и Филиппинские острова. 4 подобласти:
    1. Индийско-Индокитайская подобласть
    2. Малайская подобласть
    3. Папуасская подобласть
    4. Полинезийская подобласть. К ней относятся острова Тихого океана за исключением Новой Зеландии и о. Кермадек.
2. Царство Арктогея
  - Палеарктическое подцарство

  1. Европейско-Сибирская область. Охватывает огромную территорию: весь север Евразии от Британских островов и Западной Европы до Чукотки и Камчатки.
    1. Европейско-Обская подобласть
    2. Ангарская подобласть

  2. Область Древнего Средиземья. Располагается к северу от северного тропика, охватывает аридные и субаридные территории, окружающие Средиземное море и входящие в состав Средней и Центральной Азии.
    1. Средиземноморская подобласть
    2. Сахаро-Гобийская подобласть

  3. Восточно-Азиатская область. Включает Приморье, Северный и Средний Китай, Корею, Японию (кроме о. Хоккайдо).

  - Неарктическое подцарство

  1. Канадская область. Включает северную часть Северной Америки до 50° с. ш.
    1. Аляскинская подобласть
    2. Лабрадорская подобласть
    3. Гренландская подобласть

  2. Сонорская область. Занимает центральную часть Северной Америки с разнообразными природными условиями.
    1. Калифорнийская подобласть
    2. Подобласть Скалистых гор
    3. Атлантическая подобласть
3. Царство Неогея
  1. Неотропическая область. К ней относится Центральная и Южная Америка за исключением её крайнего юга.
    1. Гвиано-Бразильская подобласть
    2. Центральноамериканская подобласть
    3. Чилийская подобласть

  2. Карибская область. Включает Большие и Малые Антильские, Багамские острова, остров Тринидад.
4. Царство Нотогея
  1. Австралийская область. Включает Австралию, о. Тасманию, ряд мелких островов.
  2. Новозеландская подобласть. Включает острова Новой Зеландии (Северный и Южный), Кермадек и др.
  3. Патагонская (Голантарктическая) область. Входит юг Чили и Аргентины, Огненная Земля, прилежащие острова.

## Фаунистическое районирование Мирового океана
Подавляющее большинство систем зоогеографического районирования Мирового океана рассматривают отдельно районирование фауны для литорали и пелагиали. Высшими таксономическими единицами являются регионы, области и подобласти.
Фаунистическое расчленение литорали:
1. Бореальный регион. Охватывает северные части Атлантическаго и Тихого океана.
  1. Арктическая область. Включает северные побережья Америки, Гренландии, Азии и Европы, расположенные за пределами влияния тёплых течений.
  2. Борео-Пацифическая область. В её пределы входят прибрежные воды Японского моря, а также омывающие с востока Камчатку, Сахалин и северные японское острова части Тихого океана, побережье Алеутских островов, Северной Америки от полуострова Аляска до северной Калифорнии.
  3. Борео-Атлантическая область. Объединяет бо́льшую часть Баренцева моря, Норвежское, Северное и Балтийское моря, литораль восточного побережья Гренландии, северо-восток Атлантического океана к югу до широты 36° с.ш.
    1. Средиземноморско-Атлантическая подобласть
    2. Сарматская подобласть
    3. Атланто-Бореальная подобласть
    4. Балтийская подобласть.
2. Тропический регион. Охватывает литорали центральные области Мирового океана
  1. Индо-Пацифическая область. Включает территории Индийского и Тихого океанов между 40° с.ш. и 40° ю.ш., у западного побережью Южной Америки её граница резко сдвинута к северу
    1. Индийско-Западнопацифическая подобласть
    2. Восточнопацифическая подобласть

  2. Тропико-Атлантическая область. Охватывает литораль западного и восточного побережья Центральной Америки и (в пределах Атлантики) северной половины Южной Америки, Вест-Индию, западное побережье Африки в пределах тропической зоны.
    1. Западноатлантическая подобласть
    2. Восточноатлантическая подобласть
3. Антибореальный регион. Расположен к югу от тропического региона. У западного побережья Южной Америки благодаря холодному Перуанскому течению северная граница региона достигает 6° ю.ш.
  1. Антарктическая область. Охватывает воды Южного океана, омывающие берега Антарктиды и прилегающих островов.
  2. Антибореальная область. Охватывает побережья южных материков, расположенные в переходной зоне между Антарктической областью и Тропическим регионом.
    1. Южноавстралийская подобласть
    2. Южноамериканская подобласть
    3. Южноафриканская подобласть

Фаунистическое расчленение пелагиали:
1. Бореальный регион. Охватывает холодные и умеренно-холодные воды северного полушария
  1. Арктическая область. Включает арктические воды.
  2. Эвбореальная область. Включает северные части Атлантики и Тихого океана к югу от Арктической области.
2. Тропический регион. Охватывает пелагиали центральных областей Мирового океана между Бореальным и Атибореальным регионами
  1. Атлантическая область. Включает пелагиаль Атлантического океана.
  2. Индо-Пацифическая область. Включает пелагиаль Индийского и Тихого океанов.
3. Антибореальный регион. Расположен к югу от тропического региона.
  1. Антарктическая область.
  2. Антибореальная область.

## Фаунистическое районирование континентальных водоёмов
Выделяется 9 областей, которые могут делиться на подобласти. Основой для районирования континентальных водоёмов является фаунистический состав крупных озёр.
1. Палеарктическая область.
  1. Европейско-Центральноазиатская подобласть
  2. Охридская подобласть
  3. Сибирская подобласть
2. Понто-Каспийская солоноватоводная область.
3. Байкальская область.
4. Сино-Индийская область.
  1. Амурская подобласть
  2. Японская подобласть
  3. Китайская подобласть
  4. Индо-Малайская подобласть
5. Эфиопская область.
6. Танганьикская область.
7. Неарктическая область.
  1. Тихоокеанская подобласть
  2. Атлантическая подобласть
8. Неотропическая область.
  1. Центрально-Американская подобласть
  2. Южно-Американская подобласть
9. Австралийская область.